# 三木特種製紙
三木特種製紙株式会社（みきとくしゅせいし、英: Miki Tokushu Paper Mfg.Co.,Ltd）は、日本の特殊紙・不織布製造メーカー。各種産業用の機能紙や不織布の製造を主力とする。1958年世界で初めての化学合成繊維紙を開発した。社名は略して「三木特種」「三木特」と呼ばれるほか、誤って「三木特殊製紙」と書かれることもある。

## 主要製品
- テープ基材 - マスキングテープ用基材、両面テープ用基材、など
- メンブレンフィルター用基材 - 水処理膜用基材、など
- 食品用フィルター - コーヒーフィルター、紅茶バッグ包材、麦茶パック包材、など
- 工業用フィルター - 電気掃除機集塵パック用紙、など
- 電気絶縁紙 - トランス用電気絶縁紙、など
- バッテリーセパレーター
- 保鮮紙およびワイパー - キッチンペーパー、クッキングペーパー、ワイパー、など
- あぶらとり紙

## 沿革
三木特種製紙の位置する川之江は、古くから金生川の水を利用した製紙が盛んな土地で、創業者である三木軍次の父も手すきの和紙製造に従事していた。しかし三木は手すきを嫌い、1917年、当時機械製紙を始めつつあった丸井工場で働き始めた。1943年、戦時統制の一環として丸井工場は他社と統合され、丸井製紙となった。
しかし終戦後、統制が緩和されると丸井製紙は分裂し、丸井から独立して丸住製紙や井川一次郎工場といった企業が設立された。この頃丸井製紙で工場長を務めていた三木も独立し、1947年、軍から払い下げの物資で機械を組み上げて製紙工場を始めた。当初の従業員は18名であった。当時は戦後の出版ブームを背景に仙貨紙の需要が高く、これを当て込んだ製紙への新規参入も目立った時期であったが、そうした中で三木は創業当初から絶縁紙に取り組んだ。絶縁紙は送電設備に使用される紙で、戦後の送電網復興には欠かせない製品であった。このほか帽子に用いる抄繊紙や、着物に用いる金箔原紙など、特殊用途向けの紙製造に取り組み、1953年には株式会社化とともに社名を三木特種製紙に改めた。社名の「種」はあらゆる原料（種）を紙にしていく、という思いを込めたものである。
- 1953年 - 会社設立
- 1958年 - 合成化学繊維紙を開発
- 1990年 - 電気絶縁紙工場を中国安慶市に建設
- 2006年 - ISO14001環境マネジメントシステムの認証取得
- 2012年 - ISO9001品質マネジメントシステムの認証取得

## 拠点
- 本社工場 - 〒799-0101 愛媛県四国中央市川之江町156
- 東京営業所 - 〒110-0005 東京都台東区上野1丁目18-11 山光堂ビル3F

## 製造設備
- N-1号機 - 円網ヤンキー式抄紙機 （660mm幅）
- N-3号機 - 短網円網コンビネーション抄紙機 （2,900mm幅）
- N-5号機 - 円網ヤンキー多筒抄紙機 （1,250mm幅）
- 6号機 - 円網ヤンキー式抄紙機 （1,350mm幅）
- 7号機 - 円網ヤンキー式抄紙機 （1,350mm幅）
- 8号機 - 円網ヤンキー式抄紙機 （2,000mm幅）
- 8号機 - スパンレース加工機設備
- パルプ漂白・精選設備

## グループ会社
- エム･アイ･ケイボード株式会社（愛媛県四国中央市）
- 株式会社イトウ（愛媛県四国中央市）
- カナエ紙工株式会社（愛媛県四国中央市）
- 安徽三木特紙有限公司（中国安徽省）
- 三木特紙（蕪湖）有限公司（中国安徽省）
- 三木特種有限公司（香港） - 販社

## 受賞歴
- 全国発明賞（1970年）
- 藤原賞（1971年）
- 地方発明奨励賞（1977年）
- 第1回科学技術庁長官賞（1981年）